# Kaya Magan Cissé
Kaya Magan Cissé (um 350) war ein König vom Stamm der Soninke und Begründer der Cissé-Tounkara-Dynastie, die vom 8. bis zum 13. Jahrhundert das Reich von Ghana dominierte.